# Королевский военный колледж Канады
Королевский военный колледж Канады (англ. Royal Military College of Canada) — высшее военное учебное заведение в Кингстоне (провинция Онтарио, Канада). Колледж основан в 1876 году, с 1959 года имеет статус университета.

## История
После объединения нескольких британских колоний в составе Канады возникла необходимость в подготовке национальных военных кадров. Уже в середине 1860-х годов в шести городах Канады открылись специализированные военные школы, где офицеров ополчения обучали кадровые британские военные. В 1871 году, после вывода британских гарнизонов с территории Канады, преподавание и управление этими школами перешло в руки представителей самого ополчения. В конце 1860-х годов были созданы постоянные артиллерийские школы в Кингстоне и Квебеке, а в 1880-е годы аналогичные школы для пехоты и кавалерии. Эти школы стали местом, где готовились первые кадры регулярной армии Канады.

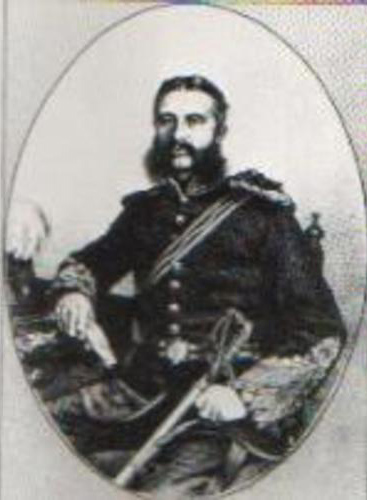
Эдвард Осборн Хьюитт, первый комендант Военного колледжа Канады

Проблема специализированных школ состояла в том, что за короткое время подготовки в них выпускники успевали получить лишь базовые технические знания и навыки. Уже в 1873 году стала ясна необходимость в учебном заведении, которое обеспечило бы более высокий уровень подготовки, в особенности для старших офицеров. Решение о создании военного колледжа в провинции Онтарио было принято федеральным парламентом Канады в 1874 году. Первым командантом нового колледжа стал подполковник Эдвард Осборн Хьюитт из британского Королевского инженерного корпуса, большинство преподавателей также были британскими военными. Целью нового учебного заведения должно было стать преподавание тактики, фортификации, военно-инженерного искусства и общих научных знаний, связанных с военным делом. Первый класс Военного колледжа Канады, в котором начали обучение 18 кадетов, открылся 1 июня 1876 года (имена «восемнадцати старейшин» в настоящее время знает каждый кадет колледжа). В 1878 году королева Виктория своим указом добавила к названию колледжа слово «Королевский».
В ранний период существования колледжа те из его выпускников, кто стремился продолжать регулярную военную службу, проходили её в рядах британской армии, где специально для них держали открытыми несколько офицерских вакансий. До 1894 года этот путь выбрали почти 90% выпускников, и только десять из них стали офицерами канадской армии. Ситуация начала меняться после бурской войны. В годы, предшествующие Первой мировой войне, благодаря усилиям Бордена, тогдашнего министра ополчения и обороны, больше половины выпускников колледжа, выбравших продолжение карьеры, присоединялись к канадским вооружённым силам; однако большинство выпускников всё ещё возвращались к своим гражданским карьерам.
В Первой мировой войне приняли участие почти 1000 выпускников колледжа, что составляло 86% от общего числа выпускников, которым к 1919 году было менее 55 лет и которые не страдали от болезней. Бывшие кадеты колледжа составляли значительную часть высшего командования канадских сил, хотя самый знаменитый военачальник Канады, генерал Артур Карри, его не заканчивал. К концу Второй мировой войны выпускники колледжа составляли подавляющее большинство среди высшего командования канадских вооружённых сил. Все четыре начальника канадского Генерального штаба в годы войны, а также командующий Первой канадской армией в Европе генерал Гарри Крирар и командующий канадскими оккупационными войсками в Германии генерал-майор Кристофер Воукс, оканчивали в своё время Королевский военный колледж.
С 1942 по 1948 год колледж был закрыт, а его помещения использовались для более насущных военных нужд. После того, как он вновь открылся, колледж стал официальным местом подготовки командных кадров как для армии, так и для флота и ВВС. В 1952 году учёба для будущих офицеров стала бесплатной в обмен на обязательство провести в дальнейшем не менее трёх лет в рядах вооружённых сил (впоследствии этот срок вырос до четырёх лет).
В послевоенные годы благодаря директору учебной части У. Р. Сойеру программа колледжа стала более академической, в неё вошли новые курсы английского и французского языка, истории, политологии и экономики. В 1959 году актом Законодательного собрания Онтарио Королевскому военному колледжу было вместе со статусом университета дано право присваивать гуманитарные, естественнонаучные и инженерные учёные степени. В 1969 году, после принятия Официального акта о языках, преподавание в Королевском военном колледже официально стало двуязычным, а в 1980 году впервые кадетом стала женщина (к концу века женщины составляли 27% от общего числа кадетов).
С 1942 года, когда был основан военный колледж Ройал Роудс в Британской Колумбии и до 1995 года, когда он был закрыт вместе с военным колледжем Квебека, Королевский военный колледж в Кингстоне оставался ведущим высшим военным учебным заведением Канады. С 1995 года он снова является единственным канадским военным вузом.

## Академические программы

### Первая степень
- Гуманитарные специальности: английский язык, французский язык, история
- Общественные науки: политология, экономика
- Точные науки: химия, компьютерные науки, математика, физика, науки о космосе
- Инженерные специальности: аэронавтика, химическое материаловедение, строительная инженерия, компьютерная инженерия, электротехника, машиностроение
- Военные и стратегические науки
- Военная психология и лидерство
- Деловое администрирование

Все академические программы преподаются как на английском, так и на французском языке

### Магистратураидокторантура
- Гуманитарные и общественные науки: общественное администрирование, военные науки, деловое администрирование, оборонная инженерия и администрирование
- Точные науки: химическое материаловедение, компьютерные науки, экология, математика, физика, ядерная инженерия
- Инженерные специальности: химическое материаловедение, строительная инженерия, компьютерная инженерия, электротехника, энвайронменталистика, машиностроение, ядерная инженерия, программирование

## Кампус
На территории комплекса Королевского военного колледжа находится около 30 исторических памятников.
| Здание (год)                                                                                             | Статус исторического памятника             | Изображение |
| --- | ------------------------------------------ | ----------- |
| Комплекс зданий Пойнт-Фредерик (1790-1846)                                                               | Национальный памятник истории Канады       |             |
| Дом коменданта, бывший госпиталь ВМФ Канады (1813—1814)                                                  | 1996                                       |             |
| Комендантский дом для гостей                                                                             | 1996                                       |             |
| Кордегардия 3 (1816—1819)                                                                                | 1991                                       |             |
| Кордегардия (1816-1819)                                                                                  | 1991                                       |             |
| Общежитие «Каменный фрегат», архитектор Арчибальд Фрейзер (1819—1824)                                    | 1996                                       |             |
| Укрепления Кингстона - Национальный памятник истории Канады (1832, 1840)                                 | Национальный памятник истории Канады, 1989 |             |
| Форт-Фредерик                                                                                            | 1989                                       |             |
| Башня Мартелло, Форт-Фредерик (1846—1847)                                                                | 1996                                       |             |
| Склад боеприпасов Форт-Фредерик (1846)                                                                   | 1994                                       |             |
| Люнет и кордегардия (1846)                                                                               | 1994                                       |             |
| Корпус Хьюитта, архитектор Томас Ситон-Скотт (1875-1876)                                                 | 1990                                       |             |
| Корпус Маккензи, архитектор Томас Ситон-Скотт (1876—1878)                                                | 1993                                       |             |
| Кордегардия 1, неоготика, архитектор Томас Фуллер (1884)                                                 | 1994                                       |             |
| Кордегардия 2, неоготика, архитектор Томас Фуллер (1884)                                                 | 1994                                       |             |
| Здание администрации, бывший госпиталь, неоготика, архитектор Томас Фуллер (1887)                        | 1994                                       |             |
| Спортивный зал - старое здание, неоготика, архитектор Дэвид Юарт (1900—1903)                             | 1989                                       |             |
| Корпус Пане, неоготика, архитектор Дэвид Юарт (1903)                                                     | 1994                                       |             |
| Типография, бывшие конюшни, архитектор Дэвид Юарт (1905)                                                 | 1994                                       |             |
| Штаб, бывшая кавалерийская школа Королевского военного колледжа, неоготика, архитектор Дэвид Юарт (1908) | 1994                                       |             |
| Жилой корпус для семей, неоготика, архитектор Дэвид Юарт (1908)                                          | 1994                                       |             |
| Общежитие «Форт-Лассаль», неоготика, архитектор Дэвид Юарт (1912)                                        | 1990                                       |             |
| Швейная мастерская, бывший склад оружия, неоготика, архитектор Дэвид Юарт (1914)                         | 1994                                       |             |
| Мастерские, бывшая школа верховой езды, архитектор Эдгар Льюис Хорвуд (1916)                             | 1994                                       |             |
| Корпус Карри, неоготика, архитектор Ричард Котсмен-Райт (1918—1920)                                      | 1996                                       |             |
| Йео-Холл, архитектор Томас Фуллер (1935)                                                                 | 1990                                       |             |
| Блок Росса                                                                                               | 1990                                       |             |
| Общежитие кадетов «Форт-Шамплейн»                                                                        | 2002                                       |             |
| Общежитие «Форт-Халдиманд»                                                                               | 1996                                       |             |

## Королевский военный колледж Канады в искусстве

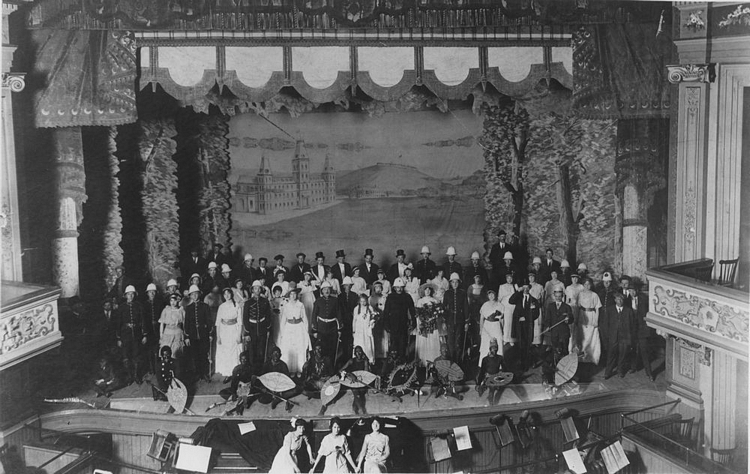
Постановка оперы «Лео, королевский кадет», Кингстон, 1915

* В 1889 году была впервые поставлена опера канадского композитора Оскара Тельгмана на либретто Джорджа Фредерика Камерона «Лео, королевский кадет», главные герои которой — кадеты Королевского военного колледжа.
- В 1904 году вышел роман Эверард Котс «Кузина Золушка, или Канадская девушка в Лондоне», главные герои которого — выпускник Королевского военного колледжа и его сестра[7].
- В мюзикле «До новой встречи», поставленном в Монреале в годы Второй мировой войны, каждое действие начинается с интервью с выпускником Королевского военного колледжа, а ныне офицером канадской армии в разные периоды войны: после Дюнкерка, после Дьепа и после Джуно-бич.
- Главный герой романа канадского писателя Джона-Джеймса Форда «Подзатыльник» (англ. Bonk on the head), удостоенного в 2006 году Оттавской литературной премии, — воспитанник Королевского военного колледжа.